# Antonio Ledesma

Erzbischofswappen von Antonio Ledesma

Antonio Javellana Ledesma SJ (* 28. März 1943 in Iloilo City, Iloilo, Philippinen) ist ein philippinischer römisch-katholischer Ordensgeistlicher und emeritierter Erzbischof von Cagayan de Oro.

## Leben
Nach seiner Priesterweihe am 16. April 1973 war Ledesma mehr als 20 Jahre als Priester des Jesuitenordens tätig. Im Jahr 1980 erhielt er seinen Doktor in Entwicklungsforschung, ehe er am 13. Juni 1996 zum Koadjutor-Prälat von Ipil ernannt wurde und am 31. August 1996 durch Erzbischof Gian Vincenzo Moreni sowie den Mitkonsekratoren Erzbischof Jesus Tuquib und Bischof Federico Ocampo Escaler S.J. die Bischofsweihe empfing. Ein Jahr darauf wurde er am 28. Juni 1997 Prälat von Ipil.
Am 4. März 2006 wurde Antonio Ledesma als Nachfolger von Jesus Tuquib zum Erzbischof von Cagayan de Oro ernannt. Am 23. Juni 2020 nahm Papst Franziskus seinen altersbedingten Rücktritt an.